# Att vara Per Gessle
Att vara Per Gessle (ISBN 9100112003) (Быть Пером Гессле) — книга, написанная шведским писателем и журналистом, Свеном Линстрёмом (Sven Lindström). Книга написана на шведском языке — биография шведского музыканта и певца Пера Гессле — была издана 30 октября 2007 года в Швеции.
Тираж книги — 22 000 экземпляров (обычное издание с компакт-диском с 7 песнями) + 8 000 экз.(ограниченное издание с компакт-диском с 9 песнями).
В качестве бонуса к книге был издан компакт-диск с 7 или 9 песнями:

## «Doppade bara tårna — demos 1977-90» Список композиций
1. Saken slår mej som på huvudet!

исполнялась группой Grape Rock

записано в репетиционной студии, Vibäcksvägen, Harplinge 1 марта 1977

текст: Пер Гессле

музыка: Матс МП Перссон и Пер Гессле

публикуется: Jimmy Fun Music

Матс МП Перссон: ударные, гитара, бас

Пер Гессле: гитара и вокал
2. Lägg din hand i min om du har lust

Записано в Hamiltons väg 8, Söndrum, Хальмстад, 12 июня 1978

текст: Яльмар Гулльберг (Hjalmar Gullberg)

музыка: Пер Гессле

публикуется: Jimmy Fun Music

Пер Гессле: вокал и гитара
3. Svarta glas (Neverending Love)

записано на студии Tits & Ass, Styrdal, Хальмстад, 13 октября 1985

техник звукозаписи: Матс МП Перссон

текст и музыка: Пер Гессле

публикуется: Jimmy Fun Music

Матс МП Перссон: гитара, клавишные, программирование

Пер Гессле: сведение, вокал
4. Dansar nerför ditt stup i rekordfart (Soul Deep)

записано на студии Tits & Ass, Styrdal, Хальмстад, 7 мая 1986

техник звукозаписи: Матс МП Перссон

текст и музыка: Пер Гессле

публикуется: Jimmy Fun Music

Пер Гессле: все инструменты и вокал
5. It Must Have Been Love

записано на студии Tits & Ass, Styrdal, Хальмстад, 14 апреля 1987

техник звукозаписи: Матс МП Перссон

текст и музыка: Пер Гессле

публикуется: Jimmy Fun Music

Матс МП Перссон: клавишные и программинг

Пер Гессле: программинг, вокал
6. The Look

записано на студии Tits & Ass, Styrdal, Хальмстад, 30 марта 1988

техник звукозаписи: Матс МП Перссон

текст и музыка: Пер Гессле

публикуется: Jimmy Fun Music

Матс МП Перссон: гитара и программинг

Пер Гессле: клавишные, программинг, вокал
7. Listen to Your Heart

записано на студии Tits & Ass, Styrdal, Хальмстад, 9 мая 1988

техник звукозаписи: Mats MP Persson

текст: Пер Гессле

музыка: Матс МП Перссон & Per Gessle

публикуется: Jimmy Fun Music

Матс МП Перссон: клавишные, гитара и программинг

Пер Гессле: программинг и вокал
8. Joyrider

записано на студии Tits & Ass, Стюрдал, 22 мая 1990

техник звукозаписи: Матс МП Перссон

текст и музыка: Пер Гессле

публикуется: Jimmy Fun Music

Пер Гессле: акустическая гитара и вокал
9. Joyrider

записано на студии Tits & Ass, Стюрдал, 23 мая 1990

техник звукозаписи: Матс МП Перссон

текст и музыка: Пер Гессле

публикуется: Jimmy Fun Music

Матс МП Перссон: гитара и программинг

Пер Гессле: клавишные, программинг и вокал

## Отзывы критиков
- Никлас Стрёмберг, обозреватель шведской газеты «Aftonbladet» в своей рецензии раскрывает некоторые подробности, описанные в книге, в частности его внимание привлекла история группы Gyllene Tider и причины, по которым отношения музыкантов испортились после юбилейного тура 2004 года.[1]
- Хенрик Эльстад, обозреватель «Литературного Журнала» отмечает, что для поклонников Пера Гессле эта книга — «невероятно интересное чтение», равно как и для тех, кто не очень пристально следит за историей Roxette и Gyllene Tider. Эльстад также отмечает, что в книге много вниманию посвящено становлению Гессле как музыканта.[2]